# Boo (kommundel)
Boo är en av fyra kommundelar i Nacka kommun, Stockholms län med cirka 36 000 invånare. Kommundelen utgör Nacka kommuns område öster om Skurusundet och området sammanfaller med Boo distrikt och Boo socken. Inom kommundelen finns tätorterna Kil och Kummelnäs samt området Boo, vilket tidigare definierades som en egen tätort. Sedan tätortsavgränsningen 2015 räknas denna del som ingående i tätorten Stockholm. 
Här finns områden som Björknäs, Kocktorp och Orminge.

## Historia
De äldsta kända namnen på Boo-trakten är Hargsö, Övre Orminge och Yttre Orminge, som under vikingatiden var tre separata öar. Namnet Hargsö är känt från 1280-talet då kung Magnus Ladulås skänkte mark i Boo till kloster i Stockholm. Det var länge väldigt glesbefolkat, och bestod mest av gårdarna Boo, Kummelnäs och Velamsund samt ett antal mindre torp och hemman. Gustav Vasa förlänade Boo till riksamiral Jakob Bagge.
År 1700 blev Nicodemus Tessin d.y. ägare till Boo gård. 1719, då Slaget vid Stäket inträffade, brändes gården ner av ryssarna. Dock återuppfördes herrgårdsbyggnaden av Tessin och finns kvar än idag. Södra delen av Boo, ner mot Lännerstasundet heter Lännersta efter Lännersta gård. Gården är känd sedan 1400-talet, och lydde mellan 1545 och 1829 under Boo-godset. Huvudbyggnaden med sina två flyglar finns alltjämt kvar. 
Området utgjorde Boo socken, i vilken Boo landskommun inrättades 1863. Sedan kommunreformen 1971 utgör Boo den östra delen av Nacka kommun.